# Társadalom

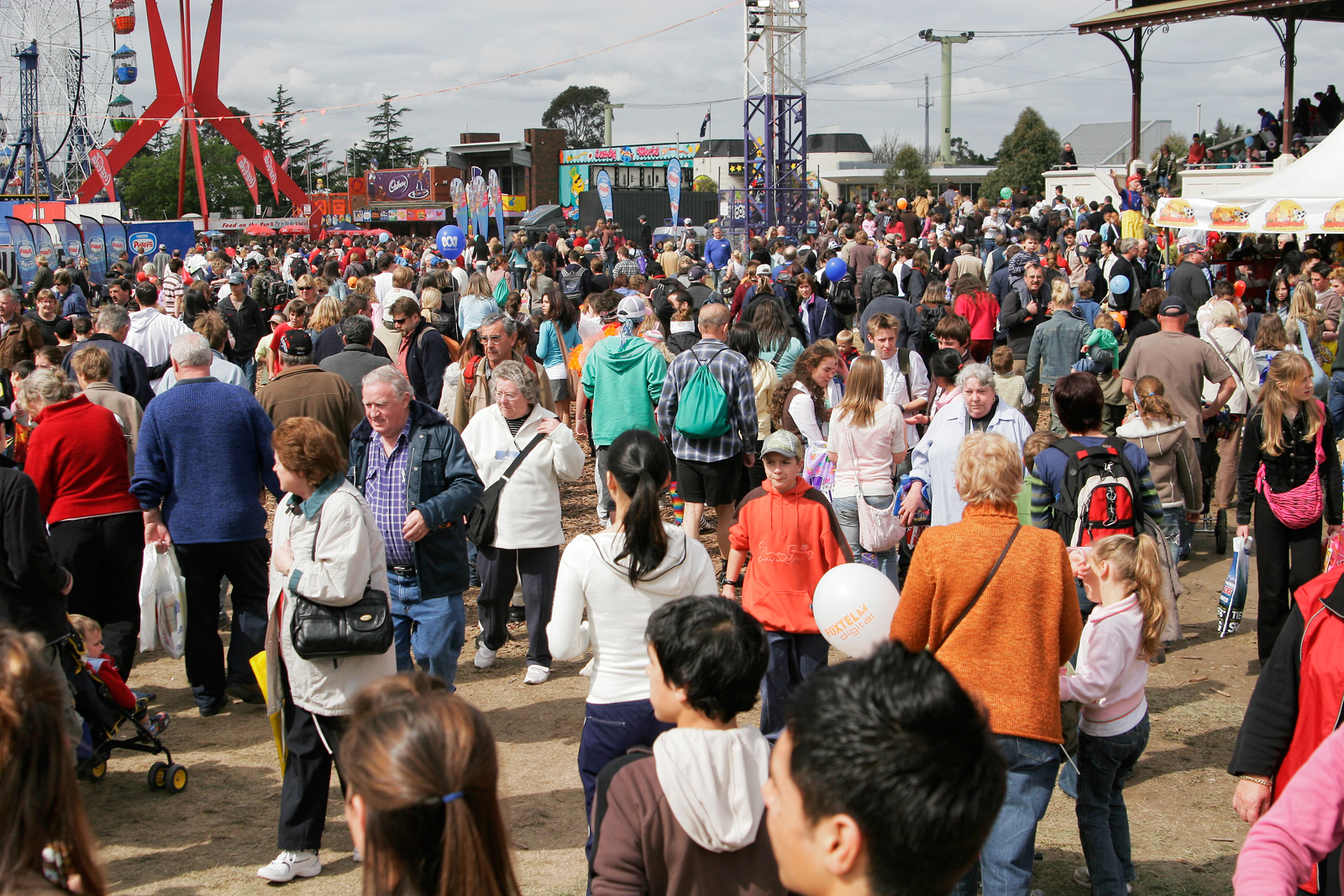
Embertömeg

A társadalom a közös lakóterületen élő emberek összessége, akiket a közös viszonyrendszerük és intézményeik – gyakran a közös érdeklődésük, ismertetőjegyeik, kultúrájuk – megkülönböztet más csoportok tagjaitól. A társadalom kiterjesztett fogalma: az adott helyen élő élőlények viszonyrendszerük szerinti leírása.

## Definíciók

### Köznapi értelmezés
A társadalom köznapi értelmezése nagyobb embercsoportot jelöl, akik egyfajta rend szerint együtt élnek. Tagjai társas hatás, befolyásolás révén nyomást gyakorolhatnak az egyénre és ezen módon az egyén is hatással van tagjaira. A társadalom kifejezés a „társ” szóból született a latin societas („társadalom”) mintájára, amely a „társ” jelentésű socius szó származéka (ez a magyarban is használatos a „szocio-” előtagban). Így a társadalom jelentése viszonylag közel áll 
a „társ”, „társas”, „társaság” szavakéhoz. 

### Társadalomtudományos meghatározás

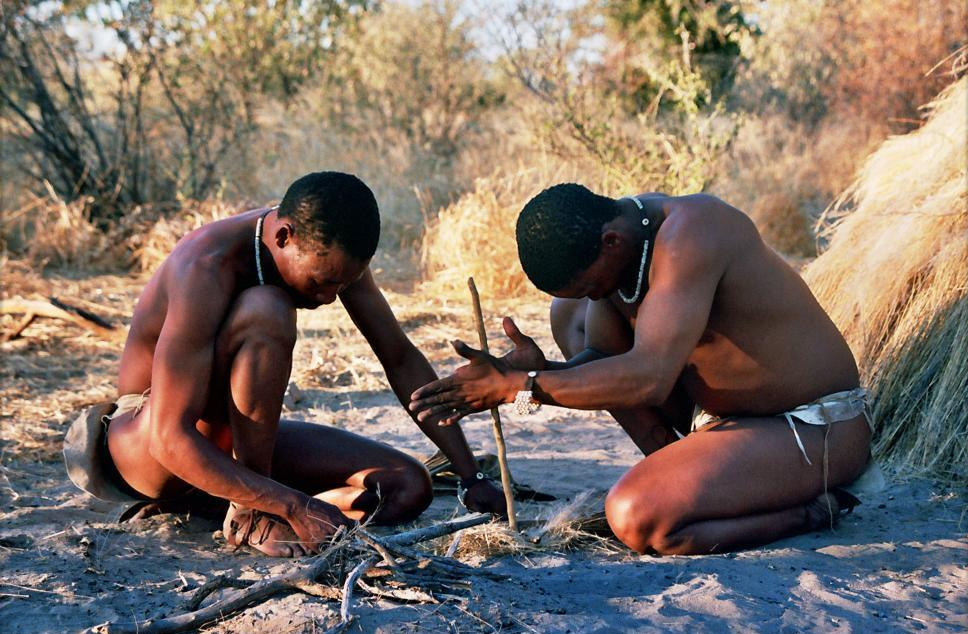
Vadászó és gyűjtögető életmódot folytató busman férfi együttműködik társával a tűz csiholásakor

Anthony Giddens Szociológia című könyvében (Osiris Kiadó, Budapest, 1995.) a következőként definiálta a társadalom szót: „A társadalom a politikai uralom egy adott rendszerének alávetett, különálló területen élő és a körülöttük lévő csoportoktól eltérő identitással rendelkező emberek csoportja. Egyes társadalmak, mint például a vadászó és gyűjtögető közösségek, nagyon kicsik, csak néhány tucat emberből állnak. Más társadalmak rendkívül nagyok, népességük sok millióra tehető – a modern kínai társadalomban például az össznépesség meghaladja az 1 milliárd főt.”
A társadalomtudományok a társadalom kifejezést használják félig zárt (vagy félig nyitott) társadalmi rendszert alkotó emberek csoportjára, amelyben a legtöbb interakció a csoporttagok között történik és itt zajlik le a társas hatás, befolyásolás is. Még elvontabban a társadalom önálló egyedek közötti kapcsolatok hálózata. A társadalom kifejezést szintén gyakran használják kölcsönösségi viszonyrendszeren alapuló közösségekre.

### Politikai értelmezés
Magától értetődik a társadalom jelentésében, hogy a tagjai egyetértőlegesen megosztanak egymással valamilyen kölcsönös érdeket vagy hasznot. Ennek alapján a kifejezés alatt gyakran egy ország állampolgárainak közösségét értik. Sőt, amikor a polgári jólétet biztosító nemzeti intézmények vonatkozásában használják, a társadalom kifejezés magának az országnak lesz a szinonimája. 
A társadalom legtágabb jelentése az egész emberi faj, amely az állatvilágból kiemelkedve új típusú létformákat hozott létre.

## Szervezet

### Létfenntartás
Az emberi társadalmak gyakran az elsődleges létfenntartási funkciók alapján szerveződnek. Társadalomtudósok vadászó-gyűjtögető, nomád állattenyésztő, kertészkedő, földművelő és mezőgazdasági termelő, valamint városlakó társadalmakat, ún. civilizációkat különböztetnek meg. Ezen túl ipari (indusztriális) és poszt-indusztriális társadalmakat azonosítanak elkülönítve a már főként iparban, majd a főként szolgáltatásokban foglalkoztató rendszereket. A társadalmak felépítését, rendszerét a társadalmi struktúra jellemzi…

### Politikai szerveződés
A mérettel és összetettséggel növekedve megkülönböztethetők horda, törzs, nemzetség és állam társadalmak, amelyeket az erőforrások elosztásának rendszere különbözteti meg. A társadalmak rendszer szerveződését politikai rendszerük jellemzi.

### Gazdálkodás
A társadalmakat strukturális felépítésük és politikai rendszerszerveződésük mellett gazdasági rendszereik jellemzik.

### Rendszabályozás
A társadalomban kialakuló viselkedési normákat és szabályokat jogrendszereik írják le.

### Kultúra
Adott kultúrkörhöz tartozók, vagy etnikai kisebbségek is alkothatnak társadalmat. A létező társadalmakat szokásaik, kulturális viszonyaik megítélése szerint két csoportba sorolhatjuk. Léteznek primitív és civilizált társadalmak, de ezek a megkülönböztetések megkérdőjelezhetők, ha vizsgálatukat nem az adott kultúra ismeretében, hanem abból kiemelve végzik.

### Közös hit
A közös kultúra, hagyományok, vallás vagy más érték több nemzetet is egyesíthet, ezt szintén társadalomnak hívjuk (pl: Zsidó-Keresztény, Keleti, Nyugati stb.)..

## Bibliográfia
- Anthony Giddens: Szociológia (Osiris Kiadó, Budapest, 1995.)
- Stein Lajos: Társadalom (Athenaeum Irodalmi és Nyomdai Részvénytársulat, Budapest, 1908.)